# Alugolla
Alugolla är en administrativ by i Sri Lanka.   Den ligger i provinsen Sabaragamuwa, i den centrala delen av landet, 80 km nordost om huvudstaden Colombo.